# Čajovna (skladba)
„Čajovna“ (anglicky obv. „Tearoom“) je instrumentální skladba kytaristy Radima Hladíka a skupiny Blue Effect.
Poprvé vyšla na desce Modrý efekt & Radim Hladík (1974/1975) (v exportní verzi A Benefit Of Radim Hladík pod názvem „Tea-Room“), kde byla míněná spíše jako „vycpávka“ pro naplnění dané stopáže.
Roku 1987 vyšla nově nahraná verze skladby v rámci singlu „Doktor“/„Čajovna“. V roce 1991 byla nahrána také pro instrumentální album Czech Masters of Rock Guitar.
Byla jako první „píseň“ uvedena v roce 2019 do Beatové síně slávy.